# Per Hækkerup
Per Christen Hækkerup (født 25. december 1915 i Ringsted, død 13. marts 1979 i Herritslev, daværende Nysted Kommune) var en dansk socialdemokratisk politiker og minister, Per Hækkerup var søn af H.K. Hækkerup, lillebror til Hans Erling Hækkerup, gift med Grete Hækkerup, far til Hans, Klaus og Niels Hækkerup, samt farfar til politikerne Nick og Ole Hækkerup.

## Politisk karriere
Per Hækkerup spillede en væsentlig rolle i det socialdemokratiske ungdomsarbejde fra midten af 30'erne, navnlig som en førende debattør og idéudvikler på det udenrigspolitiske område. Han beklædte posten som formand for DSU 1946-1952 og som generalsekretær for den internationale ungsocialdemokratiske organisation IUSY 1946-1951. I denne periode grundlagde han – på basis af smertelige personlige erfaringer med Sovjetunionens magtovertagelser i de østeuropæiske lande – en stålsat antikommunisme, som bl.a. gjorde ham til en svoren NATO-tilhænger og fortaler for et tæt samarbejde med USA.
Han var en af de første danske politikere i tiden efter 2. verdenskrig, som indså betydningen af europæisk politisk samarbejde. Det skyldes ikke mindst Per Hækkerup's indsats i det ungsocialdemokratiske europæiske samarbejde. Per Hækkerup så desuden som en af de første danske politikere FN som en platform, der kunne give mindre lande en indflydelse større end, hvad der ellers burde være muligt for Danmark.

### Parlamentariker
Hækkerup sad i Københavns Borgerrepræsentation 1946-50 og stillede ved folketingsvalget 1947 op i Faaborg-Ærøskøbing kredsen uden at blive valgt. I 1950 stillede han op i Lyngbykredsen og opnåede valg til Folketinget, hvor han var medlem frem til sin død i 1979. I 1967 skiftede Hækkerup til Esbjergkredsen.
I 1957 blev Hækkerup politisk ordfører, og besad posten frem til han i 1962 udnævntes han til udenrigsminister. Under "Det røde kabinet" – samarbejdet mellem Socialdemokratiet og SF fra 1966-68 – fungerede Hækkerup som gruppeformand og politisk ordfører, og blev i denne periode kendt for sin hårde ledelsesstil i den socialdemokratiske gruppe – hvad der blev døbt hans "stokkemetoder".
Hans mål var at svække – og om muligt knuse – SF, som han altid havde opfattet som et parti af forklædte kommunister, der uretmæssigt udfordrede Socialdemokratiet i kampen om arbejderstemmerne. Hækkerups strategi lykkedes i den forstand, at SF blev sprængt som følge af hårde uenigheder i partiet om samarbejdet med Socialdemokratiet med dannelsen af partiet VS til følge. Men det var en sejr, som kostede dyrt, da den også førte til det socialdemokratiske valgnederlag og tab af regeringsmagten til den borgerlige VKR-regering ved valget i 1968.
Per Hækkerup havde svært ved at forstå ungdomsbevægelserne i 60'erne. Og da denne generation kom ind i Folketinget ved valgene i 1971 og 1973 blev grundlaget lagt for en historisk spaltning mellem unge og gamle i Socialdemokratiet.
Hækkerups anti-kommunisme og udtalte loyalitet overfor den store allierede USA medførte, at han længere end de fleste socialdemokrater fastholdt støtten til USA's engagement i Vietnam, hvilket gjorde ham upopulær blandt mange af særligt de yngre krigsmodstandere, som Hækkerup opfattede som grundlæggende naive. Ikke mindst hans skarpe retorik overfor den svenske forfatter Sara Lidman i en TV-debat om Vietnamkrigen, fik mange danskere til at betragte ham som en kyniker.
Per Hækkerup havde som økonomiminister i begyndelsen af 1970'erne som leder af kulegravningsbanden forhandlet en omfattende aftale hjem, som skulle bremse den voldsomme vækst i de offentlige udgifter. På målstregen meldte den daværende statsminister Jens Otto Krag ud, at der ikke måtte ske forringelse for folkepensionister og de socialt svage grupper – hvilket fik hele aftalen til at falde på gulvet. Adspurgt af en journalist om han skulle hjem og slikke sine sår, svarede Hækkerup "Det kan jeg ikke – de sidder i ryggen".
Per Hækkerup var kendt som en festlig og folkelig skikkelse, som holdt af det store kolde bord, store cigarer og mange whiskysjusser. Som sådan stod han i markant kontrast til sin store rival gennem en årrække, den på overfladen langt mere akademiske og tørre Jens Otto Krag, som Hækkerup meget gerne havde efterfulgt som partiformand og statsministerkandidat, hvilket dog aldrig lykkedes ham.

### Ministerposter
- Udenrigsminister i Regeringen Jens Otto Krag I
- Udenrigsminister (til 28. november 1966) i Regeringen Jens Otto Krag II
- Økonomi- og budgetminister i Regeringen Jens Otto Krag III
- Økonomi- og budgetminister (til 27. september 1973, derefter alene økonomiminister) i Regeringen Anker Jørgensen I
- Økonomiminister i Regeringen Anker Jørgensen II
- Handelsminister (fra 8. september 1976 til 26. februar 1977) i Regeringen Anker Jørgensen II
- Minister uden portefølje med henblik på økonomisk samordning (til 13. marts 1979) i SV-regeringen (Regeringen Anker Jørgensen III)

## Nordsøolien
Ifølge en udbredt myte drak Per Hækkerup sig så fuld ved et møde med den norske minister Jens Evensen, at Norge uretmæssigt fik overladt store områder i Nordsøen til indvinding af nordsøolie, bl.a. det olierige Ekofisk-felt. I virkeligheden indgik Norge og Danmark en aftale om at forholde sig til en midtlinje, og Ekofisk lå da klart indenfor det norske område. Derimod godtog Tyskland ikke en midtlinje-politik, fordi det gav Tyskland en for lille del af kontinentalsoklen i Nordsøen. I 1969 fik Tyskland delvis medhold ved Den internationale domstol. Danmark og Nederlandene argumenterede for at en deling langs midtlinjen var naturlig og hensigtsmæssig, men domstolen hævdede, at der ikke fandtes præcedens for sådan en opfattelse.
I 1964 havde Danmark ønsket en hemmelig tillægsklausul til midtlinjeaftalen, om at den kunne tages op til revision, hvis princippet ikke blev godtaget af de øvrige stater i Nordsø-området. Jens Evensen skal i 1964 mundtligt have givet udtryk for, at norske myndigheder ville være indforstået med en sådan klausul. Hvis det var tilfældet, blev det imidlertid aldrig skrevet ned, og efter 1969 afslog nordmændene at genforhandle aftalen. Ekofisk og de øvrige norske oliefelter på den nordlige side af midterlinjen forblev derfor norske.

## Død og eftermæle
Per Hækkerup døde 13. marts 1979, efter flere år med helbredsproblemer, og efter at have fået fjernet den ene lunge. Han kunne have fået en kæmpe begravelse, hvor både nationale og internationale statsmænd mødte op. Men den eneste politiske kollega der var inviteret til begravelsen, var hans gode ven, Knud Heinesen.
Per Hækkerups eftermæle, er både præget af rygtet om olie-fordelingen mellem Danmark og Norge, hans alkoholmisbrug, men også dét, at han var statsmanden, der aldrig blev statsminister.